# Contea di Madison (Nebraska)
La contea di Madison (in inglese Madison County) è una contea dello Stato del Nebraska, negli Stati Uniti. La popolazione al censimento del 2000 era di 35 226 abitanti. Il capoluogo di contea è Madison.